# Agnieszka 46
Agnieszka 46 – polski film obyczajowy, czarno-biały, z roku 1964 w reżyserii Sylwestra Chęcińskiego.
Scenariusz powstał na podstawie powieści Wilhelma Macha Agnieszka, córka Kolumba – przygotował go autor powieści wraz ze Zdzisławem Skowrońskim. Produkcja ta została nagrodzona w 1965 roku przez dziennikarzy prasy wrocławskiej. Film realizowano w Grabownicy koło Milicza.

## Opis fabuły
Akcja filmu toczy się w powojennej rzeczywistości w 1946 roku w małej wiosce Białobrzegi na Ziemiach Odzyskanych. Osią akcji jest rywalizacja o autorytet i władzę pomiędzy sołtysem wioski – Zenonem Bałczem (Leon Niemczyk) a młodą nauczycielką – Agnieszką Żwaniec (Joanna Szczerbic).

## Obsada
- Joanna Szczerbic jako nauczycielka Agnieszka Żwaniec
- Leon Niemczyk jako Zenon Bałcz, sołtys Białobrzegów
- Jadwiga Chojnacka jako znachorka Pobłocka
- Hanna Skarżanka jako Loda Przywłocka
- Władysław Dewoyno jako January
- Aleksander Fogiel jako Paszczuk
- Ryszard Kotys jako Semen
- Jerzy Turek jako fryzjer Maks
- Zofia Merle jako Pela
- Irena Netto jako inspektorka na inauguracji roku szkolnego
- Maria Zbyszewska jako Pawlinka Zawiślakowa
- Stefan Bartik jako inwalida
- Adolf Chronicki jako oficer na apelu poległych, były żołnierz kompanii
- Wiktor Grotowicz jako kowal Gerard
- Stanisław Igar jako inspektor na inauguracji roku szkolnego
- Wacław Kowalski jako Kondera, chłop z Kosiny Wielkiej
- Jarosław Kuszewski jako milicjant Kmicik
- Zdzisław Kuźniar jako Prokop
- Józef Pieracki jako towarzysz Makowski
- Andrzej Polkowski
- Mariusz Benoit jako pomocnik kowala
- Zygmunt Bielawski jako Gość na zabawie
- Jacek Bławut jako Totek Przywłocki
- Janusz Guttner jako Józek, chłopak z Kosiny Wielkiej
- Jerzy Karaszkiewicz jako mężczyzna na ciężarówce
- Mieczysław Łoza jako mężczyzna na ciężarówce
- Józef Sajdak